# 9937 Трицератопс
9937 Трицератопс (9937 Triceratops) — астероїд головного поясу, відкритий 17 лютого 1988 року.
Тіссеранів параметр щодо Юпітера — 3,511.
За назвою Трицератопс (Triceratops) — рід викопних травоїдних динозаврів з групи рогатих динозаврів (Ceratopsia).